# جائزة أستراليا الكبرى 2012
جائزة أستراليا الكبرى 2012 (بالإنجليزية: 2012 Australian Grand Prix)‏ هو سباق فورمولا 1 أقيم في حلبة سباق الجائزة الكبرى في ملبورن، أستراليا. كان الأول من أصل 20 في بطولة العالم لسباقات الفورمولا واحد موسم 2012. حلّ البريطاني جنسن باتون أولا بينما جاء الألماني سباستيان فيتل في المركز الثاني وحصل على المركز الثالث البريطاني لويس هاملتون.